# Poecilimon aegaeus
Poecilimon aegaeus is een rechtvleugelig insect uit de familie sabelsprinkhanen (Tettigoniidae). De wetenschappelijke naam van de soort is voor het eerst geldig gepubliceerd in 1932 door Werner.